# Philine auriformis
Philine auriformis är en snäckart som beskrevs av Suter 1909. Philine auriformis ingår i släktet Philine och familjen havsmandelsnäckor. Inga underarter finns listade i Catalogue of Life.